# (19153) 1990 QB3
1990 كيو بي 3 (ويعرف أيضًا باسم (19153) 1990 كيو بي 3 وفق تسمية الكوكب الصغير) (بالإنجليزية: 1990 QB3)‏؛ هو كويكب ضمن حزام الكويكبات.
اكتُشف هذا الجُرم الفلكي بواسطة هنري هولت إي في 28 أغسطس 1990، وترتيبه 19153 من حيث الاكتشاف.

## الوصف
اكتُشف 191531990QB في 28 أغسطس 1990 في مرصد بالومار، الواقع في مقاطعة سان دييغو، كاليفورنيا في الولايات المتحدة، بواسطة عالم الفلك الأمريكي هنري هولت إي. وقد رصد المشروع 1,635 مشاهدة للكويكب إلى غاية 25 أغسطس 2021 بتوقيت منطقة المحيط الهادئ، أي في مدة قدرها 11,278 يومًا (30.9 عام). تستغرق الفترة المدارية للكويكب 1,180 يومًا (3.2 عام).

## الخصائص المدارية
يتميز مدار هذا الكويكب بنصف محور رئيسي يبلغ 2.19 وحدة فلكية، وحضيض قدره 1.83 وحدة فلكية، وانحراف قدره 0.166 وزاوية ميلان 3.84 درجة بالنسبة لمسار الشمس. بسبب هذه الخصائص، أي نصف المحور الرئيسي بين 2 و3.2 وحدة فلكية وحضيض أكبر من 1,666 وحدة فلكية، يُصنف هذا الجُرم الفلكي وفقًا لقاعدة بيانات مختبر الدفع النفاث لأجرام النظام الشمسي الصغيرة كائنًا من حزام الكويكبات الرئيسي.

## وصلات خارجية
- (19153) 1990 QB3 في قاعدة بيانات مختبر الدفع النفاث لأجرام النظام الشمسي الصغيرة

- الاكتشاف · مخطط المدار ·  العناصر المدارية · المعلمات المادية

- (19153) 1990 QB3 على موقع ويكي سكاي: DSS2, SDSS, GALEX, IRAS, Hydrogen α, X-Ray, Astrophoto, Sky Map, Articles and images